# Cranioleuca obsoleta
A Cranioleuca obsoleta a madarak (Aves) osztályának verébalakúak (Passeriformes) rendjébe és a fazekasmadár-félék (Furnariidae) családjába tartozó faj.

## Rendszerezése
A fajt Heinrich Gottlieb Ludwig Reichenbach német ornitológus írta le 1853-ban, a Leptoxyura nembe Leptoxyura obsoleta néven.

## Előfordulása
Dél-Amerika középső keleti részén részén, Argentína, Brazília és Paraguay területén honos. Természetes élőhelyei a mérsékelt övi erdők, szubtrópusi és trópusi síkvidéki esőerdők, valamint másodlagos erdők. Állandó nem vonuló faj.

## Megjelenése
Testhossza 15 centiméter, testtömege 12-16 gramm.

## Életmódja
Ízeltlábúakkal táplálkozik.

## Természetvédelmi helyzete
Az elterjedési területe nagyon nagy, egyedszáma viszont csökken, de még nem éri el a kritikus szintet. A Természetvédelmi Világszövetség Vörös listáján nem fenyegetett fajként szerepel.